# 梅與小貓巴士
《梅與小貓巴士》（日语：めいとこねこバス）為吉卜力工作室在2003年開始於吉卜力美術館館內播放的動畫短片，目前只限定在館內播放，沒有對外公開。

## 劇情簡介
故事為吉卜力1988年動畫《龙猫》的小續篇。在《龍貓》裡的角色「草壁梅」某日於外面玩耍時，碰到了一陣像是動物一般、彷彿有自我意識的奇怪旋風。被怪風嚇了一跳的梅趕緊跑進屋內避難、但那陣風也跟隨梅一起鑽進了屋內。之後梅才發現原來怪風的真面目是跟其它貓巴士走散、體形還很小的小貓巴士。
梅為了安撫有些受到驚嚇的小貓巴士，請小貓巴士吃了好吃的牛奶糖，並立刻跟它成了好朋友。
在當天晚上，小貓巴士讓梅坐在它自己身上，與她一同在天空遨翔。
過不久梅看到天空中陸陸續續出現其它龍貓與貓巴士，之後便與它們一起到森林中集合，並且遇見了之前拿著梅家裡雨傘的大龍貓。

## 作品概要
此動畫是以讓孩子們覺得愉快為出發點而製作的作品。雖然片長僅13分多，但為了表現出裡頭角色的動感而花費將近1萬5千張的作畫紙。
片中除請來先前在《龍貓》中為草壁梅配音的坂本千夏回鍋外，導演宮崎駿也親自挑戰為劇中登場的龍貓及老貓巴士配音。而負責為片中配樂的久石讓此回則採用了拐狀樂器克魯姆管替片中增加民族味。

## 製作群
- 原作・劇本・導演：宮崎駿
- 演出動畫師：二木真希子、杉野左秩子、米林宏昌
- 製作人：鈴木敏夫
- 統籌配給：德間康快
- 美術監督：伊奈涼子
- 色彩設計：保田道世
- 原畫：賀川愛、森田宏幸、山田憲一、松瀨勝、倉田美玲、小野田和由、鈴木麻紀子、山田珠美、田村篤、藤井香織、野口美津、鶴岡耕次郎、山川浩臣、武內宣之、大城勝
- 數位作畫監督：片塰滿則
- 攝影監督：奧井敦
- 剪輯：瀨山武司
- 音樂、演奏指揮：久石讓
- 音效：伊藤道廣
- 錄音：林和弘

## 配音人員
- 草壁梅：坂本千夏
- 龍貓、老貓巴士：宮崎駿
- 其他：齋藤志狼、大滝寬、德丸伸二、高橋耕次郎、村治學、吉野正弘、藤川三郎、鈴木弘秋、石橋徹郎、外村史郎

## 外部連結
- 吉卜力美術館的《梅與小貓巴士》介紹，存於網際網路檔案館（日語）